# Utatsusaurus
Utatsusaurus es un género extinto representado por una única especie de ictiopterígio primitivo, que vivió en el Triásico Inferior (hace aproximadamente 245-250 millones de años). Medía casi 3 metros de largo con un cuerpo muy delgado. El primer espécimen fue hallado en Utatsu-cho (ahora parte de Minamisanriku-cho), en la prefectura de Miyagi, en Japón. El nombre de Utatsusaurus le fue dado por la ciudad. Sus fósiles además han sido hallados en la Columbia Británica, en Canadá.
Utatsusaurus es uno de los grados de ictiosaurios más primitivos, una forma basal.

## Descripción

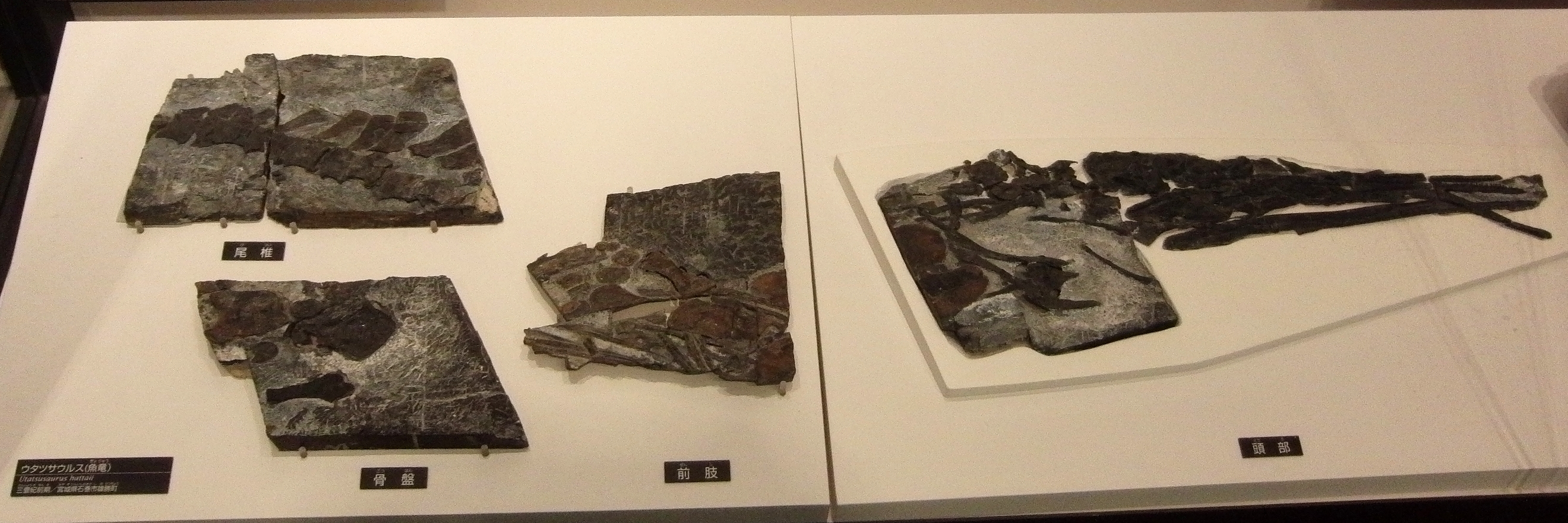
Fósil de Utatsusaurus hataii, en exhibición en el National Museum of Nature and Science, Tokio.

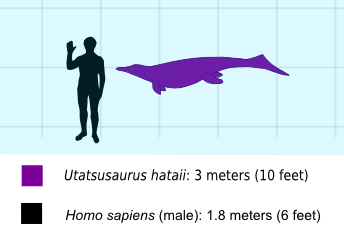
Utatsusaurus con un ser humano a escala.

A diferencia de los ictiosaurios más avanzados, Utatsusaurus no tenía una aleta dorsal y tenía un cráneo ancho. El hocico se estrecha de manera gradual, en comparación a los hocicos redondeados de los ictiopterigios más derivados. El hueso postorbital se solapa al alargado proceso posterior del postfrontal. Esta es evidentemente una condición plesiomórfica para los ictiopterigios. Los dientes eran pequeños para el tamaño de su cráneo, y dispuestos en un surco primitivo. Poseían estrías longitudinales y en principio se pensó que eran más largos y agudos que en Grippia, el cual es un ictiosaurio cercanamente relacionado. Pero posteriormente se reportó que eran más robustos y de punta más roma tras el examen detallado del holotipo. Utatsusaurus tenía aletas pequeñas, con cinco dígitos. Además, estos dígitos tienen hasta cinco falanges extras, una condición conocida como hiperfalangia. La cola tenía una aleta larga y baja, lo que sugiere que el animal nadaba por ondulación, en vez de usar sus aletas y su cola.
Utatsusaurus tenía rasgos transicionales entre los amniotas terrestres ancestrales y los ictiosaurios más derivados. En primer lugar, la sujeción de la cadera a la columna vertebral probablemente no era lo bastante robusta como para soportar al cuerpo en tierra a diferencia de los amniotas terrestres. La cadera se sujetaba a la columna por medio de las costillas sacrales que se articularían con el ilion, pero estas costillas no estaban fusionadas a las vértebras sacrales. Segundo, el húmero y el fémur de Utatsusaurus tenían igual longitud, mientras que en los demás ictiosaurios tenían un húmero más largo, y los amniotas terrestres suelen tener el fémur más largo. Incluso parece que los miembros psoteriores de Utatsusaurus son mayores que sus delanteros.

## Paleobiología
Utatsusaurus se alimentaba de peces. Poseía aproximadamente 40 vértebras presacrales que son de forma cilíndrica, lo que refuerza la idea de que nadaba con un movimiento parecido al de las anguilas.

## Clasificación
Ryosuke Motani de la Universidad de California en Berkeley, junto a Nachio Minoura y Tatsuro Ando de la Universidad de Hokkaido rexaminaron los fósiles de Utatsusaurus en 1998 usando imágenes por computadora para revertir la distorsión del esqueleto original. Ellos descubrieron que Utatsusaurus estaba cercanamente relacionado con los reptiles diápsidos parecidos a lagartos como Petrolacosaurus, lo que hace a los ictiopterigios parientes distantes de los lagartos, serpientes y cocodrilos. Ellos también usaron análisis filogenéticos y concluyeron que los ictiosaurios eran miembros de Diapsida y el grupo hermano de los Sauria. Adicionalmente, en 2013, Cuthbertson y colaboradores de la Universidad de Calgary, Canadá, usando análisis filogenéticos, reportaron que Ichthyopterygia es un grupo monofilético y que Utatsusaurus y Parvinatator forman un clado basal.

## Tragedia en Japón
Minamisanriku-cho,  en Japón es un renombrado lugar del que se han extraído varios fósiles de ictiosaurios y el primer espécimen de Utatsusaurus. Allí hubo un museo (que era conocido como Gyoryū-kan (魚竜館) que significa “casa de ictiosaurios”) para cuidar y exhibir los fósiles, y cerca de seis mil personas lo visitaban al año. Sin embargo, en el viernes 11 de marzo de 2011, el terremoto y tsunami de Japón de 2011 destruyeron el museo. Por fortuna, los fósiles de Utatsusaurus eran guardados en otros lugar por ese entonces, y casi todos los otros fósiles fueron rescatados, pero el museo no ha sido ni reabierto ni restaurado aún.